# Hetaerina rosea
Hetaerina rosea är en trollsländeart som beskrevs av Selys 1853. Hetaerina rosea ingår i släktet Hetaerina och familjen jungfrusländor. Inga underarter finns listade i Catalogue of Life.